# Erfindung des Telefons
Die Erfindung des Telefons geht auf mehrere Personen zurück. Wer hierbei als der wahre Erfinder gelten darf, ist umstritten.

## Entwicklungsgeschichte des Telefons bis zu seiner Grundform von 1878
In den 1810er und 1820er Jahren experimentierten viele Forscher mit den Wechselwirkungen von Magnetismus und elektrischem Strom. 1820 zeigte Hans Christian Ørsted, dass eine stromdurchflossene Spule ein Magnetfeld erzeugt (Elektromagnetismus). 1831 veröffentlichte Michael Faraday seine Erkenntnisse zur Elektromagnetischen Induktion, die unter anderem besagt, dass ein sich änderndes Magnetfeld in einem
metallischen Gegenstand, insbesondere einer Spule, eine elektrische Spannung in dieser erzeugt. Damit war auch eine prinzipielle Möglichkeit gegeben, mechanische Schwingungen in sich ändernden elektrischen Strom zu wandeln und umgekehrt. Vom Amerikaner Charles Grafton Page wurde 1837 die elektrische Stimmgabel entdeckt, die mithilfe eines Elektromagneten beim periodischen Ein- und Ausschalten eines Gleichstroms einen Ton erzeugt, dessen Tonhöhe von der Schaltfrequenz abhängt.
Neben der elektromagnetischen Induktion gab es eine zweite, offensichtliche Möglichkeit, mechanische Schwingungen in Stromänderungen zu übersetzen, nämlich die direkte Nutzung der mechanischen Bewegung zum Öffnen und Schließen eines Kontakts innerhalb eines Stromkreises. Im Gegensatz zur elektromagnetischen Induktion war zur Erzeugung eines elektrischen Stroms eine Batterie notwendig. Verallgemeinern ließ sich dieses Prinzip des schallgesteuerten Schalters zum Prinzip des schallgesteuerten Widerstandes, bei dem eine mechanische Aktion die Veränderung des elektrischen Widerstands einer Materialanordnung nach sich zieht. Es gab aber allerdings schon früh Zweifel an der Angemessenheit eines reinen Schalters zur Übersetzung von Sprache in Stromänderungen.
Beide Ansätze, die elektromagnetische Induktion und das Prinzip des schallgesteuerten Schalters bzw. Widerstands, wurden im Folgenden zur Wandlung von Tönen in Stromschwankungen untersucht und genutzt. Für die umgekehrte Richtung, also die Wandlung von sich änderndem Strom in Töne, wurde dagegen fast ausschließlich das Prinzip des Elektromagnetismus genutzt, also die Bewegung einer stromdurchflossenen Spule in einem Magnetfeld. Ergänzt wurden die eigentlichen Schallwandler durch Hilfsmittel zur Schallbündelung und -verstärkung, wie Trichter, Membrane und Resonanzkörper.
Die Wandlung von Tönen in elektrischen Strom und zurück zum Zweck der Sprachübertragung wurde vielfach untersucht und diskutiert. 1843 etwa postulierte Innocenzo Manzetti einen „sprechenden Telegraphen“. 1854 entwickelte der Pariser Telegrafenbeamte Charles Bourseul Konzepte zur Sprachübertragung, wobei die Wandlung mit einer dünne Platte erfolgen sollte, die den Stromkreis schließen und öffnen konnte.
Erste Apparaturen wurden um 1860 herum der Öffentlichkeit vorgestellt. Behauptungen zufolge präsentierte der italo-amerikanische Bühnentechniker und Erfinder Antonio Meucci 1860 seinen Fernsprechapparat. Gesichert ist, dass 1861 der deutsche Lehrer und Erfinder Philipp Reis seinen Apparat, den er „Telephon“ nannte, den Mitgliedern des Physikalischen Vereins in Frankfurt vorführte.
Während die Entwicklungen von Reis ab 1861 gut dokumentiert sind, sind die Beiträge von Meucci erst ab 1871 eindeutig nachweisbar. Über Zeitungsartikel aus der Zeit vor 1871 wird berichtet, allerdings sind keine solchen erhalten. Die heute existierenden Schaltbilder für die angeblichen, früheren Entwicklungen wurden alle nachträglich angefertigt. In den dort gezeigten Fernsprechapparaten erfolgt die Schallwandlung durch elektromagnetische Induktion. In einer Patentvoranmeldung Meuccis aus dem Jahr 1871 ist dagegen nur eine Skizze von sich über Draht unterhaltenden Personen zu sehen; die Beschreibung der Funktionsweise ist äußerst unklar und lässt Zweifel aufkommen, ob Meucci überhaupt elektrischen Strom zur Signalübertragung nutzte. Diese mangelhafte Beschreibung war auch mit ein Grund, warum Meucci später vor Gericht keine Ansprüche auf die Erfindung des Telefons durchsetzen konnte.
Im Telefon von Reis erfolgte die Wandlung von Tönen zu Stromänderungen mittels des Prinzips des schallgesteuerten Widerstands bzw. Schalters. Geplant war von Reis lediglich die Nutzung eines schallgesteuerten Schalters, bei dem zwei Metallkontakte, von denen einer mit einer Membran verbunden war, einen Stromkreis schließen und öffnen konnten. In späteren Untersuchungen stellte sich heraus, dass es sich nicht nur um einen schallgesteuerten Schalter, sondern aufgrund der Beschaffenheit der Metallbügel zu einem gewissen Grad um einen schallgesteuerten Widerstand handelte. Die Sprachqualität wurde unterschiedlich beurteilt und war wohl auch nicht konstant. Reis verbesserte seinen Apparat und vertrieb ihn ab 1863 weltweit als Demonstrationsobjekt.
Diese frühen Apparate zeigten zwar die Machbarkeit, Töne in elektrische Signale und zurück zu wandeln, aber von einem praktischen Einsatz waren diese noch weit entfernt. Die Entwicklung ging weiter, auch Meucci und Reis nahmen Verbesserungen an ihren Apparaten vor. Meucci wollte 1871 seinen Apparat zum Patent anmelden, aber aus finanziellen Gründen konnte er sich von 1871 bis 1874 nur ein Vorpatent leisten. Reis verstarb 1874.
Im Jahr 1876 wurden dann von anderen erstmals praktisch einsetzbare Telefone beschrieben und gebaut. Am gleichen Tag, dem 14. Februar 1876, wurden zwei ähnliche Patentanträge beim US-amerikanischen Patentamt gestellt, einerseits vom Taubstummenlehrer Alexander Graham Bell und andererseits vom Erfinder Elisha Gray. Beiden Antragstellern waren die Arbeiten von Reis gut bekannt; auch die Arbeiten von Meucci waren vermutlich zumindest Bell bekannt.
Obwohl Bell keinen funktionierenden Prototypen vorweisen konnte und der Antrag von Gray mehr technische Details enthielt, wurde das Patent Bell zugesprochen, da er seinen Antrag kurz vor Gray eingereicht hatte. An der Rechtmäßigkeit des Patentverfahrens wurden dabei immer wieder Zweifel laut. Das von Gray beschriebene Wandlungsverfahren basierte auf dem Prinzip des schallabhängigen Widerstands, das durch das veränderliche Eintauchen einer Nadel in ein säuregefülltes Gefäß realisiert war. Nachdem Bell das Patent erhalten hatte, baute er einen Prototyp nach Grays Wandlungsverfahren, das er aber selbst nie beschrieben hatte. Es folgten Einsprüche, unter anderen von Meucci, und endlose juristische Auseinandersetzungen zwischen Gray und Bell, doch wurde Bells Patentanspruch immer wieder bestätigt.
Da das Flüssigkeitsverfahren nicht praxistauglich war, wandten Bell und seine Mitarbeiter sich schnell dem Wandlungsprinzip der Elektromagnetischen Induktion zu, mit dem sie nach eigenen Aussagen schon vorher experimentiert hatten. Im Juni 1876 konnten sie auf der Weltausstellung in Philadelphia ein funktionstüchtiges Modell basierend auf der Elektromagnetischen Induktion vorstellen. 1877 gründete Bell zusammen mit seinem Anwalt und späteren Schwiegervater Gardiner Greene Hubbard den Vorläufer der Bell Telephone Company.
Unabhängig von den neuen Apparaten von Gray und Bell hatte der Engländer David Edward Hughes bereits Anfang der 1870er Jahre das auf dem Prinzip des schallgesteuerten Widerstands basierende Kohlemikrofon mit Graphitstäben entwickelt. 1877 wurde dieses Wandlerprinzip allgemein bekannt, und andere Erfinder wie der Deutsch-Amerikaner Emil Berliner und der Amerikaner Thomas Alva Edison entwickelten das Kohlemikrofon weiter und beanspruchten die Erfindung teilweise für sich. Gegenüber der auf Induktion basierenden Stromerzeugung hatten Kohlemikrofon-Telefone den Vorteil, viele höhere Ströme liefern zu können, was in einer Zeit ohne Verstärkertechnologie entscheidend war. Edison erhielt 1878 ein Patent auf das Kohlegranulatmikrofon, das daraufhin bald in allen Telefonen eingesetzt wurde. Mit dem Kohlegranulatmikrofon als Schall-Strom-Wandler und dem elektromagnetischen Lautsprecher als Strom-Schall-Wandler war damit die Grundform des Telefons gefunden, die viele Jahre beibehalten wurde.

## Bezug zu Telegrafie und Funk
Das Telefon wäre ohne die elektrische Übertragung von Zeichen nicht möglich gewesen. Bereits 1833 wurde in Göttingen durch Carl Friedrich Gauß und Wilhelm Weber die Übertragung von codierten Signalen über elektrische Leitungen in der Praxis umgesetzt (siehe auch: Gauß-Weber-Telegraf). Dieses anfänglich noch sehr umständliche und zeitaufwändige Verfahren wurde im Laufe der Zeit von anderen weiterentwickelt. Als Vorläufer gelten diverse frühe Formen der Telegrafie, insbesondere die optische Telegrafie. Wegbereiter der elektrischen Telegrafie waren Samuel Morse und Alfred Vail mit dem Morseapparat und dem Amerikanischen Morsecode, einem Vorläufer des späteren Morsecodes, der insbesondere durch Friedrich Clemens Gerke verbessert wurde. Es folgten weitere Entwicklungen bis hin zum Fernschreiber.
Eine revolutionäre Innovation war die drahtlose Funktelegrafie, die bereits vor 1900 begann und die mit den Mobilfunkgeräten und der Digitaltechnik in den 1990er-Jahren für jedermann als Mobiltelefonie erschwinglich wurde und heute alltäglich ist.

## Personen und Stationen

### 1837 – Charles Grafton Page
Der Amerikaner Charles Grafton Page (1812–1868) platzierte 1837 eine vom Strom durchflossene Drahtspirale zwischen den Polen eines Hufeisenmagneten. Er beobachtete, dass beim Auftreten und Verschwinden des Stroms tönende Schwingungen auftraten. Er nannte diese Erscheinung „galvanic music“.

### 1844 – Innocenzo Manzetti

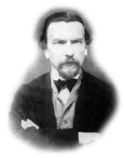
Innocenzo Manzetti

1844 postulierte Innocenzo Manzetti (1826–1877) die Möglichkeit eines Telegrafen. Anfang der 1860er Jahre kam er wieder auf diese Arbeiten zurück und schuf 1864–1865 einen elektrischen Apparat, der in der Lage war, die menschliche Stimme über einen halben Kilometer zu übertragen. Der Apparat wurde, beachtlich verbessert, im Sommer 1865 der Presse vorgestellt. Zeitungen in aller Welt gaben bekannt, es sei nun möglich, mittels eines elektrischen Apparats das menschliche Wort auf weite Distanzen zu übertragen.
Dem damals noch unbekannten Antonio Meucci, der nach Amerika auswanderte, war etwas Vergleichbares gelungen. Nachdem Meucci von Manzettis Erfindung las, schrieb er an eine amerikanische Zeitung „Ich kann die Erfindung von Herrn Manzetti nicht leugnen“ und beschrieb sogleich seinen Prototyp von einem Fernsprechapparat – deutlich primitiver als der von Manzetti: Bei Meuccis Apparat war man gezwungen, eine Klemme zwischen die Zähne zu stecken, während man mit dem Telefon von Manzetti schon mit einem Hörer frei sprechen konnte. Manzetti konnte seine Erfindung nicht patentieren lassen, weil er nicht genug Geld hatte. Meucci dagegen ließ seine Erfindung patentieren, bekam aber nur ein vorläufiges Patent, das er ständig erneuern musste. Als er 1871 die für die Erneuerung erforderliche Summe nicht aufbringen konnte, lief das Patent 1873 aus.

### 1854 – Charles Bourseul

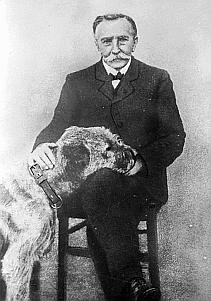
Charles Bourseul

Erste Denkansätze zu einem Telefon gab es um 1854, als von Seiten des Militärs der Wunsch nach schnelleren Kommunikationsmitteln aufkam. Der Pariser Telegrafenbeamte Charles Bourseul (1829–1912) verfasste darauf ein Referat über mögliche Techniken der elektrischen Sprachübertragung. Er schlug eine bewegliche Platte vor, die abwechselnd einen Stromkreis öffnet oder schließt. Weder Wissenschaftler noch die Öffentlichkeit der damaligen Zeit erkannten jedoch die Bedeutung von Bourseuls Idee; man bezeichnete ihn als Träumer und „harmlosen Irren“. Bourseul gab darauf seine Pläne für die Umsetzung der Idee auf.

### 1860 – Antonio Meucci

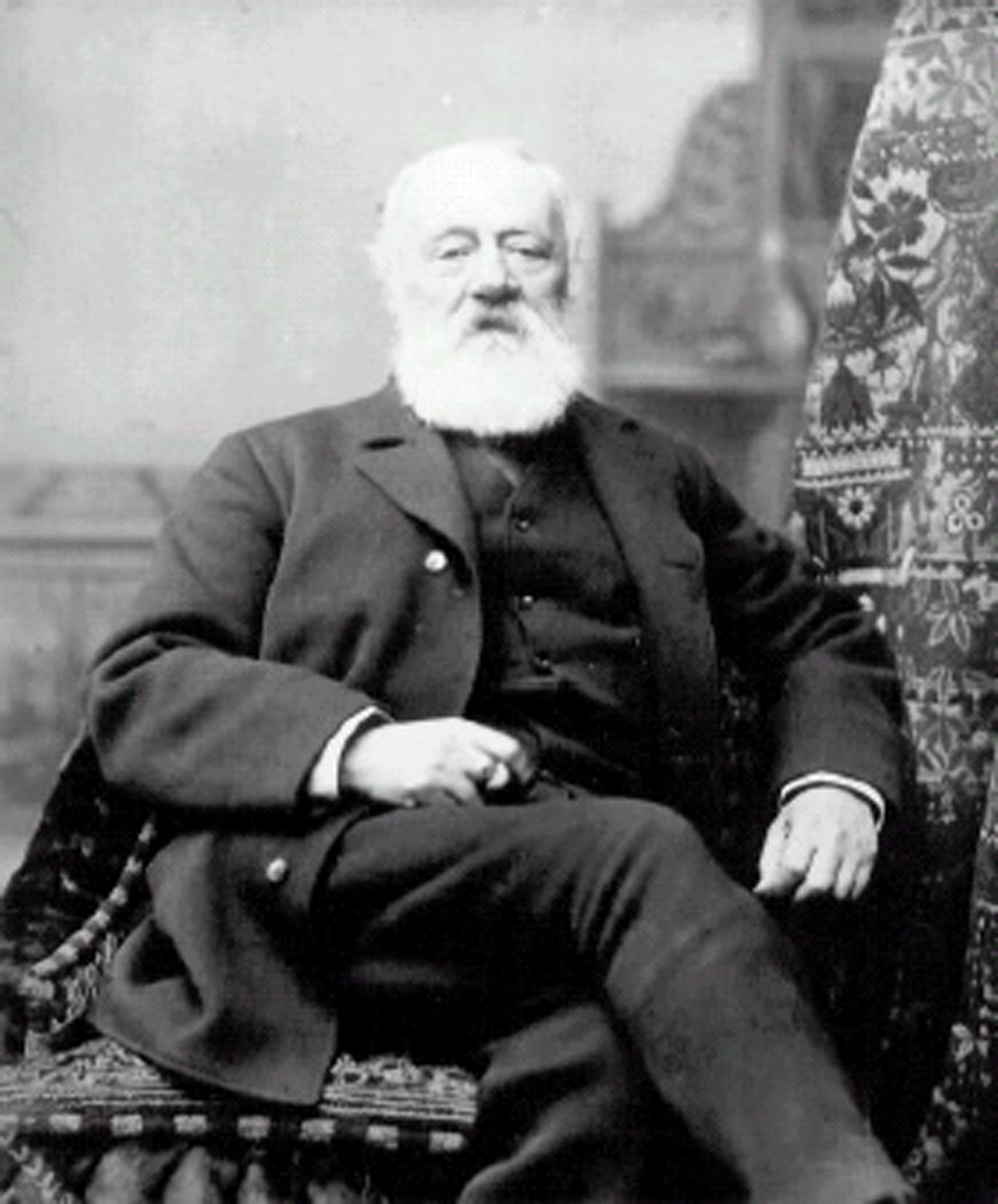
Antonio Meucci

In New York entwickelte der aus Italien stammende Theatermechaniker Antonio Meucci (1808–1889) eine Fernsprechverbindung für seine Frau, die aufgrund eines rheumatischen Leidens ihr Zimmer nicht verlassen konnte. Meucci stellte sein Gerät 1860 öffentlich vor und beschrieb es in einer italienischsprachigen Zeitung in New York.
Finanzielle Verluste durch Spekulationsgeschäfte beendeten seine Unabhängigkeit. Aufgrund von Verbrennungen durch einen Kesselzerknall war Meucci 1866 zu dreimonatiger Krankenruhe genötigt, was zu seiner Entlassung führte und seine Frau dazu zwang, einige seiner Arbeitsmodelle zu verkaufen, darunter das eines Telefons. Dennoch führte Meucci später die Arbeit fort und stellte 1871 einen Patentantrag darauf. Für die endgültige Anmeldung konnte er jedoch die Kosten nicht aufbringen, die Gültigkeit der Vormerkung erlosch 1873. Auch eine Kontaktaufnahme mit der Western Union Telegraph Company war für Meucci erfolglos.
Alexander Graham Bell kam im Laufe dieser Ereignisse in den Besitz von Meuccis Materialien und Unterlagen. Als Meucci 1874 seine Gerätschaften und Unterlagen zurückforderte, wurde ihm mitgeteilt, man habe diese verloren. Nachdem Bell 1876 „sein“ Telefon zum Patent anmeldete, versuchte Meucci, dies anzufechten. Trotz jahrzehntelanger Streitigkeiten und dem Versuch, wenigstens finanzielle Entschädigung von Bell zu erhalten, gelang ihm dies nicht. Er starb verarmt.
Bereits 1887 versuchten die US-Behörden in einem Betrugsverfahren die Erfindung des Telefons Alexander Graham Bell abzuerkennen. Durch den Tod Meuccis 1889 verlor die Öffentlichkeit allerdings das Interesse an dem Fall.
Am 11. Juni 2002 würdigte das Repräsentantenhaus des amerikanischen Kongresses der Vereinigten Staaten in einer Resolution Antonio Meuccis Erfindung und seine Arbeit bei der Einführung des Telefons.

### 1861 – Johann Philipp Reis

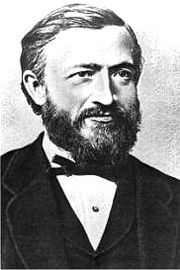
Johann Philipp Reis

Johann Philipp Reis (1834–1874) gelang es erstmals, eine funktionierende elektrische Fernsprechverbindung aufzubauen. Im Zuge seiner Erfindung hatte er auch das Kontaktmikrophon entwickelt und das Wort „Telephon“ eingeführt. Der aus dem hessischen Gelnhausen stammende Bäckerssohn hatte in Frankfurt am Main und Friedrichsdorf eine höhere Ausbildung erhalten und wurde als Lehrer für Physik und Mathematik am Institut des Hofrats Garnier in Friedrichsdorf eingestellt.

Postkarte zu Ehren von Johann Philipp Reis

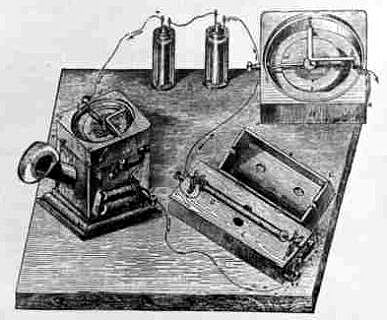
Zeichnung der Versuchsanordnung von Philipp Reis

Zwischen 1858 und 1863 entwickelte er drei verschiedene jeweils verbesserte Prototypen seines Telefons. Grundlage für sein Kontaktmikrophon war das Holzmodell einer Ohrmuschel, das er für den Physikunterricht entwickelt hatte. Als nachempfundenes Trommelfell diente ihm ein Stück Naturdarm mit einem feinen Platinstreifen als simuliertes Gehörknöchelchen. Trafen Schallwellen auf dieses „Trommelfell“, versetzten sie es in Schwingungen, die den Stromkreis zwischen Metallstreifen und Drahtfeder unterbrachen. Im Laufe seiner Versuche erkannte Reis, dass statt des Ohrmodells auch ein mit einer Membran bespannter Schalltrichter verwendet werden kann. Als Empfangsgerät mit Lautsprecher-Funktion diente ihm eine Stricknadel mit einer darauf aufgebrachten Kupferdrahtspule. Durch diese Spule flossen nun die vom Sender – dem Kontaktmikrofon – ausgesandten Stromimpulse. Die von den elektromagnetischen Impulsen verursachten Bewegungen der eisernen Nadel erzeugten wiederum Schallwellen. Zur Verstärkung der Töne setzte Reis ein Holzkästchen als Resonanzboden ein.
Am 26. Oktober 1861 führte er den Fernsprecher zahlreichen Mitgliedern des Physikalischen Vereins in Frankfurt erstmals öffentlich mit der Durchsage „Das Pferd frisst keinen Gurkensalat“ vor. Danach verbesserte Reis den Apparat bis 1863 wesentlich und verkaufte ihn in größeren Mengen weltweit als wissenschaftliches Demonstrationsobjekt. So kamen auch Exemplare in die USA. Dort wurde ab 1868 mit der deutschen Erfindung gearbeitet. Alexander Graham Bell hatte bereits 1862 in Edinburgh ein frühes Modell des Reis’schen Telefons kennengelernt. 1875 experimentierte er mit dem Reis’schen Telefonapparat und profitierte von der für ihn wichtigen Grundlagenforschung des Deutschen. Daher machte sich Bell mit seinem Assistenten Thomas A. Watson daran, einen Apparat zu bauen, der – ähnlich dem Reis’schen Telefon – die Schwingungen einer Membran in elektrische Schwingungen umwandelte.
1865 konnte der britisch-amerikanische Erfinder David Edward Hughes in England gute Resultate mit dem deutschen „Telephon“ erzielen.
Ein 1947 von der Telefonfirma STC durchgeführter Test mit diesem Telefon bestätigte die noch zu Lebzeiten von Reis durchgeführten Versuche internationaler Experten. So wurde erneut festgestellt, dass der Reis’sche Fernsprecher Sprache qualitativ sehr gut übermittelte, allerdings nur mit einer schwachen Effizienz. Diese Tatsache wurde von Frank Gill, dem Vorsitzenden von STC, bewusst jahrelang geheim gehalten, da er in Geschäftsbeziehung zur AT&T stand und das Geschäftsklima nicht belasten wollte.
Besonders deutsche Wissenschaftler wie der bekannte Akademiker Johann Christian Poggendorff ließen sich aber von Reis’ Idee nicht überzeugen, obwohl es auch positive Unterstützung aus der Kommunikationsbranche, speziell durch den einflussreichen Wilhelm von Legat gegeben hat. Vielen Experten schien die bereits ausgereiftere Telegraphie als weit überlegen.

### 1875 – Elisha Gray

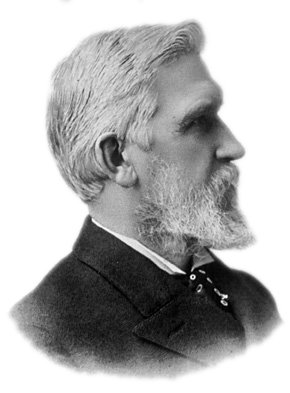
Elisha Gray

Der vielseitige amerikanische Handwerker Elisha Gray befasste sich auch mit Elektrizität und Telegrafie. Er reichte erstmals 1876 – zwei Stunden nach Bell – ein Patent für ein telegrafisches Gerät ein; ihm folgten 50 weitere zur Telegrafentechnik. 1869 gründete Gray in Cleveland, Ohio eine Elektrizitätsfirma, die später in Chicago mit der Western Electric Manufacturing Company zur Western Electric Company vereinigt wurde. 1876 trat Gray aus der Firma aus, um sich der Verwertung seiner Erfindungen zu widmen, die vor allem Relais und Drucktelegrafen waren.
1875 begann Gray Versuche mit der elektrischen Übertragung von Tönen, deren Ergebnis er in einem Patentgesuch niederlegte. Diesem Patentantrag kam jedoch Alexander Graham Bell um zwei Stunden zuvor, und Bells Antrag wurde dem von Gray vorgezogen. Gray verbündete sich darauf mit der Western Union Telegraph Company, der damals größten Telegrafengesellschaft, die zuvor nicht am Kauf des Patents von Bell interessiert gewesen war. Die „Western Union“ fing ebenfalls an, ein Telefonnetz aufzubauen. Bald darauf begannen die ersten Patentprozesse, in denen Bells Anteil an der Erfindung des Telefons zur Debatte stand. Gray und der mit ihm verbündeten Western Electric Company gelang es dabei nicht, ihre Ansprüche gegen Bell durchzusetzen.

### 1876 – Alexander Graham Bell und Thomas A. Watson
Der im schottischen Edinburgh geborene und später nach Kanada emigrierte Taubstummenlehrer Alexander Graham Bell, der 1873 eine Privatschule für Stimmphysiologie eröffnet hat, führte Versuche mit einem „harmonischen Telegraphen“ zur Mehrfachtelegrafie bzw. der gleichzeitigen Übertragung mehrerer Informationen durch. Dabei erkannte er, dass für die Wiedergabe von Sprache Veränderungen des Stromflusses anstelle von dessen wiederholter Unterbrechung nötig sind. Bell hatte in den Erkenntnissen der elektromagnetischen Induktion, die auf den Physiker Michael Faraday (1791–1867) zurückgehen, zwar schon eine Lösung für die Umsetzung gefunden. Es mangelte jedoch an den zur Durchführung notwendigen Fachkenntnissen.

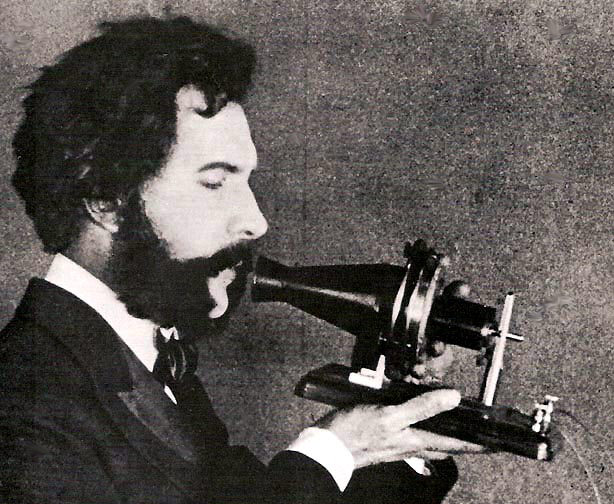
Ein Schauspieler in der Rolle von Alexander Graham Bell spricht in ein Telefon

Bells Telefon hatte zwei Vorgängerentwicklungen zur wesentlichen Grundlage, zum einen die von Antonio Meucci, dessen Materialien und Unterlagen Bell nutzen konnte, zum anderen ein frühes Modell eines Fernsprechers von Philipp Reis, das Bell 1862 in Edinburgh kennengelernt hatte. Ab 1868 wurde in den USA mit der deutschen Erfindung gearbeitet. Im März 1875 experimentierte Bell mit dem Reis’schen Telefonapparat an der amerikanischen Forschungs- und Bildungseinrichtung Smithsonian Institution und profitierte von der für ihn wichtigen Grundlagenforschung des Deutschen. Daher machte sich Bell mit seinem Assistenten Thomas A. Watson daran, einen Apparat zu bauen, der – ähnlich dem Reis’schen Telefon – die Schwingungen einer Membran in elektrische Schwingungen umwandelte.
Nach etlichen Versuchen ließ Bell am 14. Februar 1876 den Prominentenanwalt Gardiner Greene Hubbard, dessen Tochter er zu heiraten gedachte, mit einem vage formulierten Patentantrag für ein Telefon zum Amt gehen. Nur zwei Stunden später versuchte der Lehrer, Erfinder und Unternehmer Elisha Gray ebenfalls, ein Telefon anzumelden. Im Gegensatz zu Bell, der mit seinen Experimenten letztendlich noch nicht zu einem Ziel gekommen war, beschrieb Gray sein Telefon in einer detaillierten Schrift. In der Folge zeigte sich, dass Bells Patentanmeldung überhaupt nicht funktionieren konnte. Doch er war in Eile, da ihm bekannt geworden war, dass noch weitere Erfinder an Telefonen arbeiteten.
Drei Wochen später, am 7. März, erhielt Bell das Patent für sein Telefon. Ihm kam dabei zugute, dass wenige Jahre zuvor das Patentamt den Verzicht auf die Vorlage eines funktionierenden Modells zum Patentantrag beschlossen hatte. Dieses Patent, das ihm zugesprochen wurde, hatte den unschätzbaren Wert, dass Bell damit allen anderen Konkurrenten die Aktivitäten auf dem Gebiet des Telefons untersagen lassen konnte. Auch die mächtige Western Union Telegraph Company, die Elisha Gray unter Vertrag hatte und in Reaktion auf die Patenterteilung von Thomas Alva Edison ein anderes Gerät als das von Bell entwickeln ließ, scheiterte nach zahllosen Prozessen daran. Bell konnte alle der insgesamt fast 600 folgenden Prozesse für sich entscheiden, da die Gerichte sich meist darauf beriefen, dass Bell als Erster das Patent erhalten hatte.
Der Patentstreit begann, als Bell bei der späteren praktischen Ausführung seines Telefons unter anderem einen regelbaren Widerstand verwendete, der nicht in seiner Patentschrift aufgeführt war, wohl aber in Elisha Grays Antrag ausführlich vorkam. Nun wurden die Stimmen lauter, die eine illegale Verbindung zwischen Bell und dem Patentamt sahen. Ein Beamter beschuldigte sich selbst der Bestechung, jedoch wurde seine anscheinend wankelmütige Aussage auch in der internationalen Fachpresse bezweifelt.
Auch bei anderen wesentlichen Details plünderte Bell die Patentschrift Grays. Der von Bell drei Wochen nach der Anmeldung und drei Tage nach der Erteilung des Patents von ihm vorgeführte erste Prototyp bestand unter anderem aus einer Membran und einem Mikrofon, wie sie in Grays Patentantrag angegeben waren. Bells fachkundiger Assistent Thomas Watson (nicht zu verwechseln mit dem gleichnamigen ersten Präsidenten der IBM (1874–1956)) nahm in der Folge noch weitere Verbesserungen vor. Ab 1877 wurde ein neuartiger Schallwandler verbaut, der den druckabhängigen Übergangswiderstand zwischen Membran und einem Stück Kohle zur Signalgewinnung nutzte. Als Erfinder dieses Kohlemikrophons, das auf dem von Philipp Reis erfundenen Kontaktmikrophon aufbaut, gelten sowohl der britisch-amerikanische Konstrukteur und Erfinder David Edward Hughes, der 1865 mit einem importierten Telefon des Deutschen experimentiert hatte als auch der deutsch-amerikanische Erfinder Emil Berliner 1877 während seiner Tätigkeit bei der Bell Telephone Company. Dennoch dauerte es noch bis 1881, bis das Bell-Telefon praktisch einsatzfähig war.
Wie schon Charles Bourseul hatte jedoch auch Bell Schwierigkeiten, die Öffentlichkeit für die Erfindung zu begeistern. Die für den Erfolg seiner Erfindung notwendige Berühmtheit brachten schließlich Wissenschaftler im Gefolge des damaligen Kaisers von Brasilien, Pedro II., dem das Telefon auf einer Ausstellung im Juni 1876 vorgeführt wurde. Die Wissenschaftler sahen in dem Apparat „das größte Wunder, das je auf dem Gebiet der Elektrizität vollbracht worden ist“ und trugen so entscheidend zur Verbreitung bei. Bell selbst war der Wert seiner Erfindung durchaus bewusst, und so gründete er 1877 die Bell Telephone Company, die in den Vereinigten Staaten den Bau eines Fernsprechnetzes übernehmen sollte. Die Bell Telephone Company benannte sich 1885 in American Telephone and Telegraph Company (AT&T) um und wurde der bis heute weltgrößte Telefonkonzern.
Die New York Times erwähnt das Telefon erstmals am 12. Mai 1877 unter dem Titel „Prof. Bell’s Telephone“. Bell hatte am Vorabend vor 200 eingeladenen Gästen im St. Denis Hotel in New York City ein Telefongespräch zwischen dem Publikum und einem Mr. Gower in der Fulton St. 340 in Brooklyn geschaltet. Die Londoner Times berichtet erstmals am 21. Januar 1878 vom Telefon anlässlich eines Treffens der Physical Society am 19. Januar. Dort hielt W. H. Preece vom Postal Telegraph Department einen Vortrag zum Thema „Some Physical Points connected with the Telephone“ (Einige physikalische Punkte im Zusammenhang mit dem Telefon). Unter anderem bringe die Erfindung Fortschritte in der Elektrizitätsforschung. Bell wird zwar nicht erwähnt, wohl aber Edison.

### 1879 – Wilhelm Emil Fein
1879 erhielt Wilhelm Emil Fein ein Patent für ein Telefon mit Hufeisenmagnet und 1885 ein weiteres für ein militärisch genutztes Feldtelefon – dieses gilt als das erste tragbare Telefon der Welt (mit Kabelverbindungen).

### 1889 – Almon Brown Strowger
Almon Brown Strowger entwickelte 1889 den elektromechanischen Hebdrehwähler, welcher die technische Grundlage für die weltweit ersten automatisch arbeitenden Telefonvermittlungsstellen darstellt.

### 1894 – Mihajlo Pupin
1894 erfand Mihajlo Pupin die nach ihm benannte Pupinspule, die es erstmals ermöglichte, Töne verzerrungsfrei über größere Entfernungen zu übermitteln.

### 1900 – Reginald Fessenden
Am 23. Dezember 1900 führte Reginald Fessenden ein erstes Experiment drahtloser Sprachübertragung mit einem Maschinensender durch.

### 1902 – Valdemar Poulsen
1903 erfand Valdemar Poulsen den Lichtbogensender zur Erzeugung von ungedämpften Schwingungen. 1904 gelang ihm zum ersten Mal eine Sprechverbindung mit Funktechnik. 1906 wurde die ausgereifte Technik veröffentlicht. Zuvor waren bereits der Knallfunkensender und der Löschfunkensender für Morseübertragungen erfunden worden.

### 1913 – Alexander Meißner
Erst 1913 gelang Alexander Meißner mit einer Schaltung mit Liebenröhren (nach Robert von Lieben) der erste einwandfreie Rückkopplungsempfang.